# Temporary Like Achilles
Temporary Like Achilles ist ein Blues-Song von Bob Dylan, der 1966 auf seinem Album Blonde on Blonde veröffentlicht wurde. Die Aufnahme wurde von Bob Johnston für Columbia Records produziert.
Auf der Ersteinspielung wird der elektrisch gespielte Blues von Hargus „Pig“ Ribbons’ Klavierspiel sowie Dylans Mundharmonikasolo in der Mitte des Songs dominiert. Das klavierbetonte Stück unterscheidet sich damit sehr vom Rest des Albums, auf dem zwar weitere Bluesstücke zu finden sind, jeweils aber mit Rockmusik gemischt.
Lyrisch handelt der Text von einem Mann, dessen Liebste ihn verlassen hat, um sich mit ihrem früheren Liebhaber zu treffen. Das lyrische Ich möchte in ihre Welt eintreten, doch sie bleibt hart und gibt vor, ihn nicht zu beachten. Innerhalb der Strophen gibt es einige surrealistische Metaphern, deren Deutung offen ist. Im Großen und Ganzen spiegelt Dylan das Bild eines abgelehnten Liebhabers wider.

## Entstehung
Der Song wurde aufgenommen am 9. März 1966 in den Columbia Music Row Studios von Nashville.

## Cover-Versionen
Wolfgang Ambros veröffentlichte 1978 eine deutsche Version auf seinem Album Wie im Schlaf.